# Murex ciboney
Murex ciboney är en snäckart som beskrevs av Clench och Farfante 1945. Murex ciboney ingår i släktet Murex och familjen purpursnäckor. Inga underarter finns listade i Catalogue of Life.